# Pudentius
Pudentius est un rebelle romain de Tripoli du vie siècle. 
En 533, il soulève la ville de Tripoli contre les Vandales et écrit à l'empereur Justinien (527-565) pour lui demander une aide militaire en échange de la soumission de la Tripolitaine à l'autorité impériale. Justinien répond à la demande en envoyant l'officier Tattimuth avec une armée. Les Vandales n’avaient pas de troupes stationnées dans la région, ce qui permet aux rebelles de prendre la région sans les affronter. Cette action a lieu au printemps ou au début de l'été de l'an 533, avant l'expédition de Bélisaire en Afrique (mi-juin).
En hiver 533/534, la Tripolitaine a des problèmes avec les tribus berbères et Bélisaire envoie une armée à Pudentius et à Tattimuth pour renforcer le pouvoir byzantin. Pudentius est de nouveau mentionné en 543 lorsqu'il conseille au gouverneur Serge de n'autoriser que 80 des dirigeants laguatans à venir lui demander un tribut de routine et des garanties de paix à Leptis Magna. Après le massacre des chefs laguatans, ces derniers se soulèvent. Pudentius et Serge les affrontent près de Leptis Magna. Les Laguatans ont été vaincus, mais Pudentius est mort pendant le combat, ce qui entraîne le retrait de Serge dans Leptis, avec l'armée romaine.